# ISO 15118

Logo van Plug & Charge

ISO 15118 is een voorgestelde internationale standaard die de communicatie definieert voor het opladen of ontladen van elektrische voertuigen tussen het voertuig zelf en het elektrische netwerk.
De standaard biedt een aantal praktische toepassingen, zoals versleutelde communicatie en opladen via de Plug & Charge-functie. Hiermee is het mogelijk om een elektrisch voertuig die deze functie ondersteunt op een (snel)lader aan te sluiten, waarna deze wordt geauthenticeerd en het opladen direct start.
Ontwikkeling van de ISO 15118 begon in 2010 en ontstond door een samenwerking van de ISO en IEC. De Plug & Charge-functie werd onthuld in 2014, maar het duurde tot 2018 voordat het eerste elektrische voertuig deze functie in de praktijk ondersteunde.

## Ondersteuning
De volgende elektrische auto's ondersteunen Plug & Charge:
- BMW i4, BMW i5, BMW i7, BMW iX, BMW iX2
- Ford Mustang Mach-E
- Hyundai Ioniq 6
- Lucid Air
- Mercedes EQS
- Porsche Taycan
- Rivian R1T
- Tesla Model 3